# Hans Bender (schrijver)

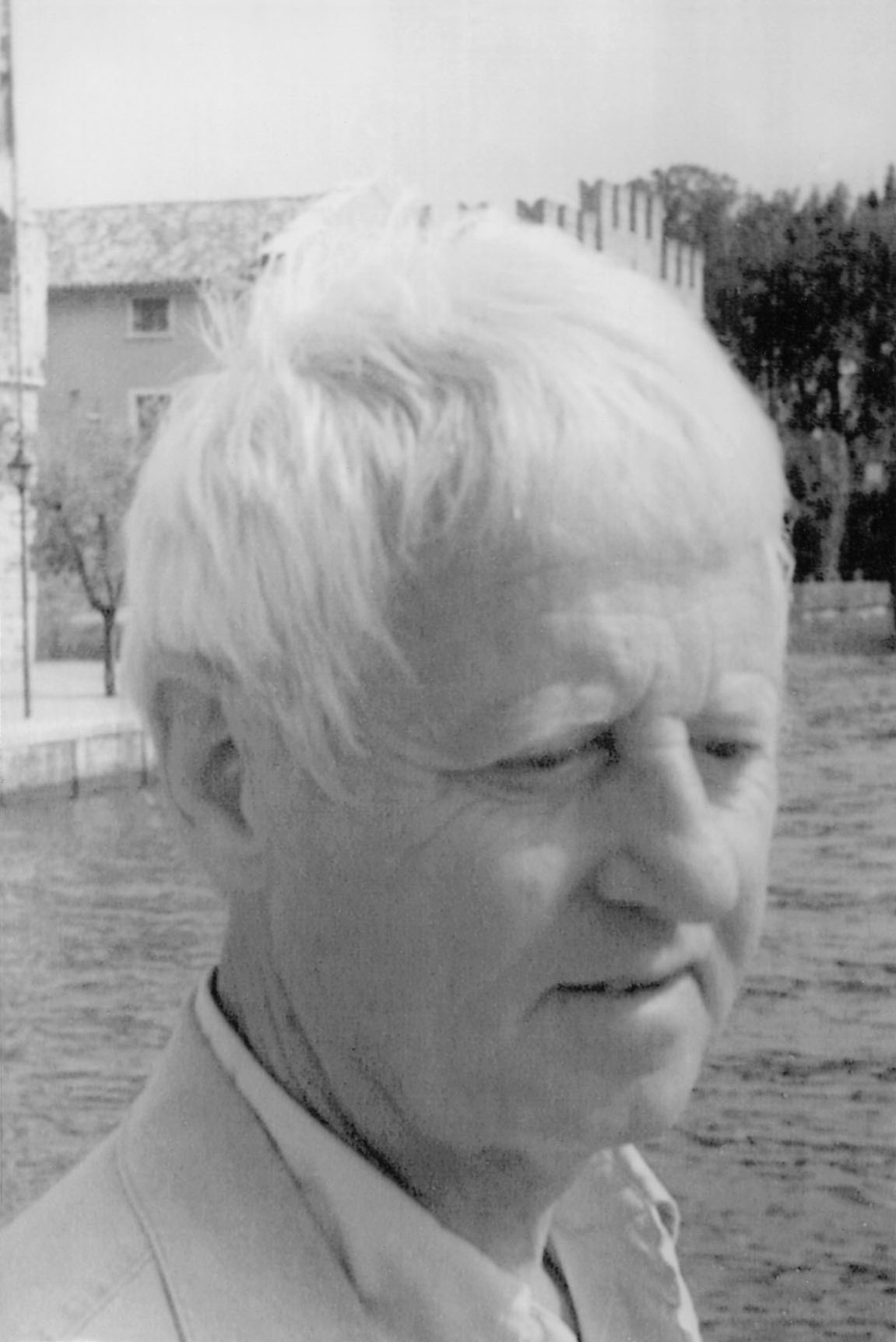
Hans Bender

Hans Bender (Mühlhausen, 1 juli 1919 - Keulen, 28 mei 2015) was een Duits schrijver en dichter. Hij is vooral bekend voor zijn verhalen over Duitse krijgsgevangenen in de Sovjet-Unie na de Tweede Wereldoorlog.
Bender vocht in de Wehrmacht tijdens de Tweede Wereldoorlog en keerde pas in 1949 terug in Duitsland na jaren krijgsgevangenschap in de Sovjet-Unie. Hierop baseerde hij zijn bekendste roman Wunschkost uit 1959. De titel is gebaseerd op de maaltijd die doodzieke Duitse krijgsgevangenen kregen in de Russische kampen. Het is een triest verhaal dat toch getuigt van veel menselijkheid. In 1969 verscheen Worte - Bilder - Menschen, een bundeling van deze roman, zijn autobiografie, 36 korte verhalen en enkele letterkundige opstellen. Bender was ook redacteur van het literaire tijdschrift Akzente en lanceerde zo mee de carrières van Hans Magnus Enzensberger, Gabriele Wohmann en Jakov Lind.